# Битка код Карпенисија
Битка код Карпенисија (грч. Μάχη του Καρπενησίου) одиграла се у ноћи 8. августа 1823. недалеко од градића Карпенисија, (у Евританији, централна Грчка), између малобројне грчке устаничке војске и османских трупа. Тада је грчки командант, Маркос Боцарис, са својих 450 сулиота (припадници грчке заједнице из области Сули у Епиру, познати по својој војној вештини), напао турски војни логор у коме се налазило 10.000 Албанаца у османској служби, под командом скадарског Мустафа-паше Бушатлије.

## Позадина
Након што су Грци одбили први турски напад на Мисолонги крајем 1822. године, султан је наредио скадарском Мустафа-паши Бушатлији да покрене нову војску ка овом граду. Маркос Боцарис је био један од команданата одбране Мисолонгија, али само њему је привремена грчка влада доделила чин генерала. То је изазвало незадовољство осталих команданата централне Грчке. Да звање генерала не би унело раздор у редове устаника, Боцарис је попричао са својим саборцима, пољубио, а онда јавно поцепао генералски указ. 33-годишњи Боцарис стекао је до тада значајно борбено искуство у планинама Сулија, служио у француској војсци на Лефкади и у Италији, борио се на страни одметнутог Али-паше Јањинског против султана, говорио поред грчког, и албански и италијански језик, и стекао поштовање како Грка (побратимио се са Теодоросом Колокотронисем), тако и муслимана. 
Мустафа-паша стиже у Трикалу средином јула. Одатле се упутио ка планинској области Аграфа, где се налазио Георгиос Караискакис са својим борцима. Караискакис, који се у то доба борио са туберколозом, сусрео се са Боцарисом 30. јула у Соволаку. Затим је отишао на лечење у манастир Прусос, али је оставио Боцарису своје борце. Војска Мустафа-паше ушла је 30. јула у Карпениси. Сазнавши за то, Боцарис се преместио у Микро Хорио (Мало Село), недалеко од Карпенисија, а одред браће Цавелас био је у Мегало Хориу (Велико Село). Под својом командом Боцарис је имао 1.250 бораца, од тога 450 сулиота. Како су сулиоти познавали албански језик, а ни одећа им се није много разликовала од униформи османских војника из јужне Албаније, Боцарис је 7. августа послао три шпијуна у турско-албански логор и на тај начин прикупио информације о непријатељу. Oдлучио је да ће напасти логор, и по могућности, заробити или убити Мустафа-пашу.

## Битка
Тако је први покушај Грка да зауставе продор Мустафа-паше ка Мисолонгију довео до битке код Карпенисија. Боцарис је у акцију кренуо са 450 сулиота, остављајући 800 бораца Зигурису Цавеласу. Опростио се са Цавеласом речима: До виђења у подземном царству. Албанци, уздајући се у своју бројност, нису предузели одговарајуће мере за обезбеђење положаја. Боцарис је дао инструкције својим борцима да ће ући у средиште логора, са исуканим мачевима, говорећи међусобно само на албанском, и пуцати само по његовом наређењу. Када отпочне борба, да се не би убијали међусобно у мраку, требало је да Грци су на питање: Ко си ти?, да одговоре речју - Камен.
Нечујно су упали у логор око поноћи, и представљајући се као побуњеници против албанског команданата, посецали су само оне који су их покушали зауставити. Док су Албанци схватили шта се дешава, сулиоти су се већ приближили пашиним шаторима. На Боцарисову команду сигналиста је звуком трубе дао знак за битку. Успавани и изненађени Албанци су панично викали: Иде Маркос! и падали од удараца сечива, не знајући одговор на грчку лозинку. У првом шатору, у који је ушао Боцарис, пронашао је свог пријатеља са двора Али-паше, старца Агo-Васиарија, и ставио га под стражу у жељи да му спасе живот. Одмах након тога, Боцарис је рањен у бок, али сакрио је рану од својих бораца. Албанци су постепено почели да организују отпор, заузимајући положаје у Ампелији, где су имали утврђено упориште. Сулиоти су се обратили Маркосу речима: Доста смо их посекли, време је да одемо. Међутим, он је у јеку борбе, сматрајући да је надомак велике победе, одлучио да заузме и упориште. Тада је погођен у главу и погинуо на лицу места.
Грчки историчар Кокинос пише да је Боцариса убио црнац - слуга једног од турских паша. Гневни, сулиоти нису поштедели никога ко им се нашао на путу при пробијању из логора. Убијен је и стари Аго-Васиари. Грци су се повукли тек онда када је тело њиховог команданта извучено и однето на сигурно. Битку је успешно окончао Маркосов брат, Костас Боцарис. Албанци су изгубили преко 1.000 људи док су Грци имали 36 погинулих и четрдесетак рањених. Историчар Трикупис пише да су устаници запленили 690 пушака, 1.000 пиштоља, 2 заставе, доста коња и мула.. Ипак, победа је остала у сенци Боцарисове погибије.

## Након битке
Грци су одлучили да Боцариса не сахране на лицу места, страхујући да ће Османлије оскрнавити његове остатке. Одлучили су да га пренесу у Мисолонги. Успут су се зауставили у манастиру Прусос, где се Караискакис лечио од туберколозе. Караискакис је целивао Боцарисово тело уз речи:   Када би, брате Маркосе, и ја имао овакву смрт...  На сахрани у Мисолонгију испаљенe су 33 топовскe гранате - толико, колико је година живео. Наредни покушај Грка да зауставе продор Мустафа-паше догодиће се крајем августа у бици на Калиакуди.